# Питер Сингер
Питер Сингер (енгл. Peter Singer; Мелбурн, 6. јул 1946) аустралијски је филозоф и биоетичар.
Рођен је у Мелбурну у Аустралији а студирао је на универзитету у Мелбурн у и универзитету у Оксфорду у Енглеској. Каријеру је започео предајући етику на Оксфорду између 1971. и 1973. године. Након тога предавао је на различитим универзитетима у Северној Америци и Аустралији. Сматра се за јендог од најзначајнијих аустралијских филозофа као и за једног од најзначајнијих јавних интелектуалаца у овој земљи.
Сматра се за рационалисту. Сингер заступа филозофски систем заснован на разуму пре него на сентименту, личном интересу или друштвеним условима. Бавећи се проблемима етике, а посебно биоетике (абортус, генетички инжењеринг, еутаназија), заступа позиције утилитаризма. Сматра се да је своје филозофске позиције развијао под утицајем Џона Стјуарта Мила, Хенрија Сиџвика и Џеремија Бентама.
Објавио је велики број књига и чланака. Његово дело Animal Liberation (1975) сматра се за један од кључних филозофских радова о правима животиња. Сматра да је људску доминацију над животињама немогуће морално оправдати. Његови јавни наступи против злостављања животиња резултовали су престанком појединих нехуманих експеримената над животињама. Поједини његови радови су остварили снажан утицај на покрете за заштиту животиња. Део прихода од продаје својих књига донира организацијама за заштиту животиња. Члан је Центра за биоетичке студије из Београда.